# 陈红彦
陈红彦（1965年1月—），女，汉族，祖籍山西，生于北京，中华人民共和国政治人物。现任国家图书馆古籍馆馆长，研究馆员。第十三、十四届全国政协委员。